# Frygië

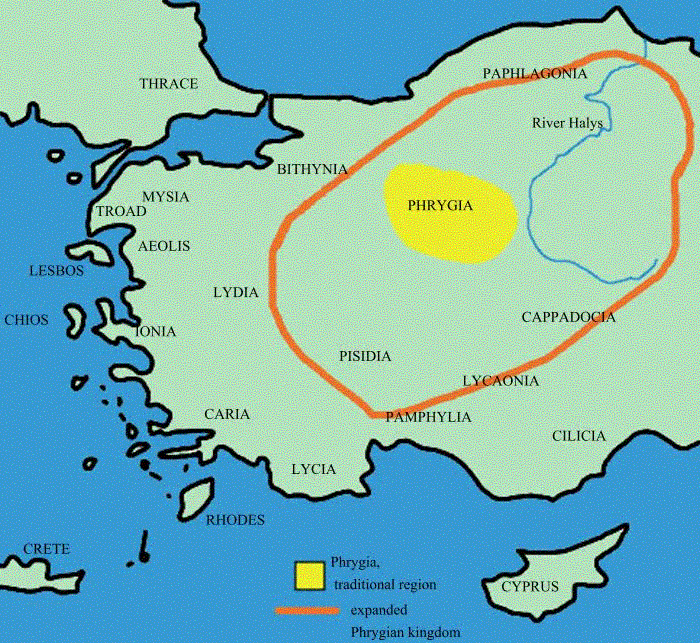
Locatie van Frygië: traditionele regio (geel) – uitgebreid koninkrijk (oranje lijn)

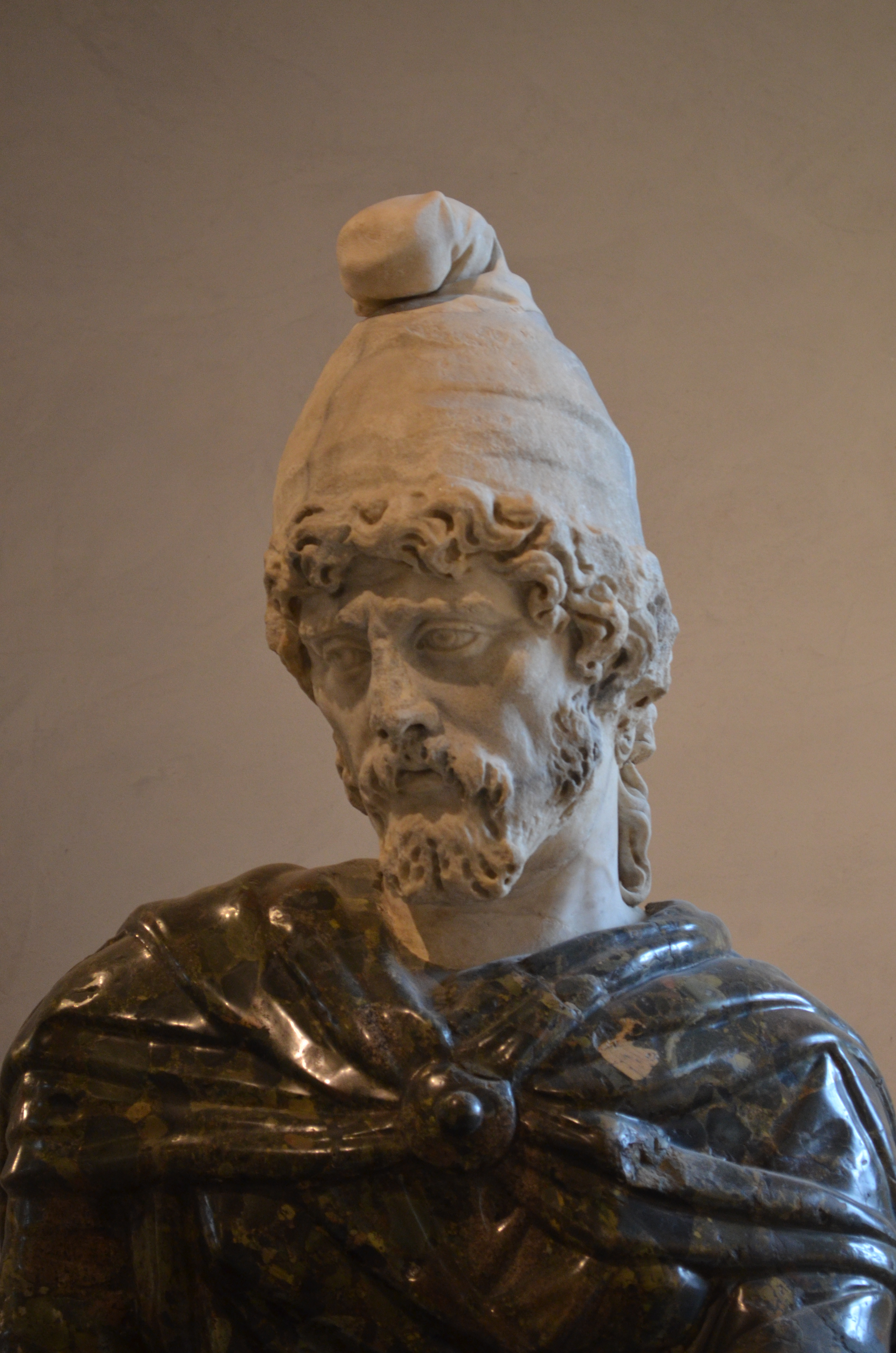
Gevangene met Frygische muts (Romeins standbeeld uit de 2e eeuw)

Frygië, Phrygië of Groot-Frygië ter onderscheid van Frygië aan de Hellespont was in de klassieke oudheid het koninkrijk van de Frygiërs in het midwesten van de Anatolische hoogvlakte. 
Bekende (mythische) koningen van Frygië:
- Midas
- Gordias (stichter van Gordium, bekend van de Gordiaanse knoop)
- Tantalus (volgens sommige bronnen)

Later werd het veroverd door de Cimmeriërs, toen voor korte tijd door buurland Lydië, daarna achtereenvolgens door het Perzische Rijk (in 546 v.C.), Alexander de Grote, Pergamon, het Romeinse Rijk, het Seltsjoekenrijk en uiteindelijk het Ottomaanse Rijk
Bekend is ook de Frygische muts. Deze werd volgens de legende voor het eerst gedragen door koning Midas om de ezelsoren die hij als straf voor zijn domheid van de goden had gekregen te verbergen.
In Frygië lagen onder meer de steden Amorium, Ancyra (thans Ankara), Apamea, Kelainai, Colossae, Cotaeum (Kütahya), Gordium, Laodicea, Midas, Dorylaeum (Eskişehir) en Pessinus.
Bithynië · Cappadocië · Carië · Cilicië · Dorische hexapolis · Eolië · Frygië · Galatië · Ionië · Lycaonië · Lycië · Lydië · Mysië · Pamfylië · Paflagonië · Pisidië · Pontus · Troas